# اللغة القرقلباغية
اللغة القرقلباغية هي لغة متحدثة في أوزبكستان. ويشيع التحدث بها في قرقل باغستان.